# Vila Nova da Rainha (Azambuja)
Vila Nova da Rainha é uma vila portuguesa sede da Freguesia de Vila Nova da Rainha do Município da Azambuja, freguesia com 24,90 km² de área e 973 habitantes (censo de 2021), tendo, por isso, uma densidade populacional de 39,1 hab./km².
A sede da freguesia, a povoação de Vila Nova da Rainha, foi elevada à categoria de vila em 12 de julho de 2001.
Foi nesta localidade que Nuno Álvares Pereira se casou. Vila Nova da Rainha é também notável por ser o berço da aviação portuguesa, tendo sido aí instalado o primeiro centro de formação de aviadores, a Escola Militar de Aviação, que ali funcionou de 1915 a 1920.

## Demografia
A população registada nos censos foi:
| Distribuição da População por Grupos Etários | Distribuição da População por Grupos Etários | Distribuição da População por Grupos Etários | Distribuição da População por Grupos Etários | Distribuição da População por Grupos Etários |
| -------------------------------------------- | -------------------------------------------- | -------------------------------------------- | -------------------------------------------- | -------------------------------------------- |
| Ano                                          | 0-14 Anos                                    | 15-24 Anos                                   | 25-64 Anos                                   | > 65 Anos                                    |
| 2001                                         | 92                                           | 103                                          | 378                                          | 137                                          |
| 2011                                         | 147                                          | 83                                           | 531                                          | 165                                          |
| 2021                                         | 182                                          | 104                                          | 535                                          | 152                                          |

## Política
A Freguesia de Vila Nova da Rainha é administrada por uma junta de freguesia liderada por Joaquim Marques de Jesus Oliveira, eleito nas eleições autárquicas de 2009 pelo Partido Socialista. Existe uma assembleia de freguesia, que é o órgão deliberativo, constituída por 7 membros.
O partido mais representado na Assembleia de Freguesia é o PS com 5 membros (maioria absoluta), seguido da coligação Pelo Futuro da Nossa Terra (PSD/CDS-PP/MPT/PPM) com um, e da CDU também com um. Esta assembleia elegeu os 2 vogais da Junta de Freguesia (secretário e tesoureiro), ambos do PS. O presidente da Assembleia de Freguesia é Rui Pedro Lages Galvão Pinto do PS.
| Órgão                   | PS | PSD/CDS-PP/MPT/PPM | PCP-PEV |
| Assembleia de Freguesia | 5  | 1                  | 1       |
| Junta de Freguesia      | 3  | 0                  | 0       |

## Personalidades ilustres
- Barão de Vila Nova da Rainha e Visconde de Vila Nova da Rainha